# PZL W-3 Sokół
PZL W-3 Sokół – śmigłowiec wielozadaniowy konstrukcji i produkcji polskiej z PZL Świdnik. Produkowany w wielu wariantach i od 1985 wyprodukowany w około 150 egzemplarzach.
Używany jest m.in. w takich krajach jak Polska, Czechy, Mjanma, Hiszpania, Korea Południowa, Zjednoczone Emiraty Arabskie, Niemcy, Wietnam, Filipiny i Rosja.

## Historia

### Prototyp

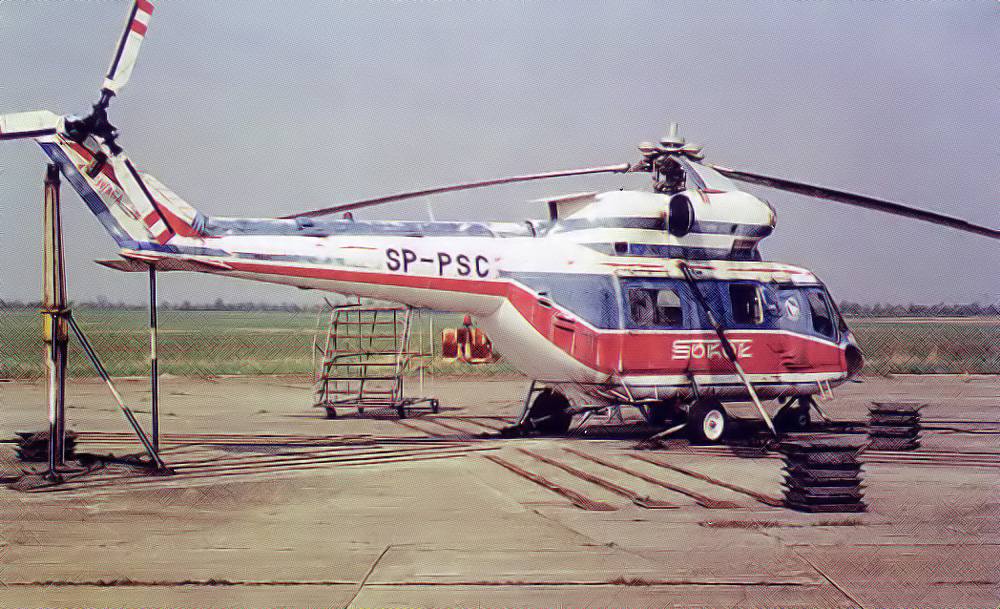
Czwarty prototyp SP-PSC nr 300104

Na mocy porozumienia pomiędzy Polską a ZSRR zakłady w Świdniku we współpracy z biurem konstrukcyjnym Mila rozpoczęły pracę nad nowym śmigłowcem, który zastąpiłby Mi-4. Miała to być powiększona wersja Mi-2 zdolna przewieźć 1000–1500 kg ładunku lub 12 (13 przy jednoosobowej załodze) pasażerów. Konsultacje strony polskiej z potencjalnymi odbiorcami w ZSRR sprawiły jednak, że strona polska wystąpiła z propozycją całkowicie nowej maszyny napędzanej dostosowanym silnikiem TWD-10, który miał być produkowany w Polsce jako PZL-10W. Pomysł został zaakceptowany i w 1976 powstała makieta. Pierwszy prototyp o numerze fabrycznym 300101 został ukończony w 1978, a następnie odbywały się na nim próby statyczne na ziemi.
Kolejna maszyna (nr fabr. 300102), również przeznaczona do prób naziemnych, zgodnie ze wspomnieniami inżynierów prób w locie w PZL Świdnik 16 listopada 1979 wzniosła się i wykonała krótki zawis podczas przeprowadzania naziemnych prób rezonansowych. Następnie sytuacja polityczna w kraju zahamowała dalsze prace. Trzecia maszyna (nr fabr. 300103), SP-PSB, wykonała oficjalny, pierwszy lot 6 maja 1982 z załogą w składzie pil. Mercik, pil. Dąbski. Kolejno budowano także kolejne prototypy testowane w locie: SP-PSC (nr fabr. 300104) oblatany 24 lipca 1984, SP-PSD (nr fabr. 300105) oblatany 4 czerwca 1984, oraz SP-PSE (nr fabr. 300106) oblatany 26 listopada 1984. Natomiast w 1986 w Rzeszowie uruchomiono produkcję silników PZL-10W.

### Produkcja seryjna

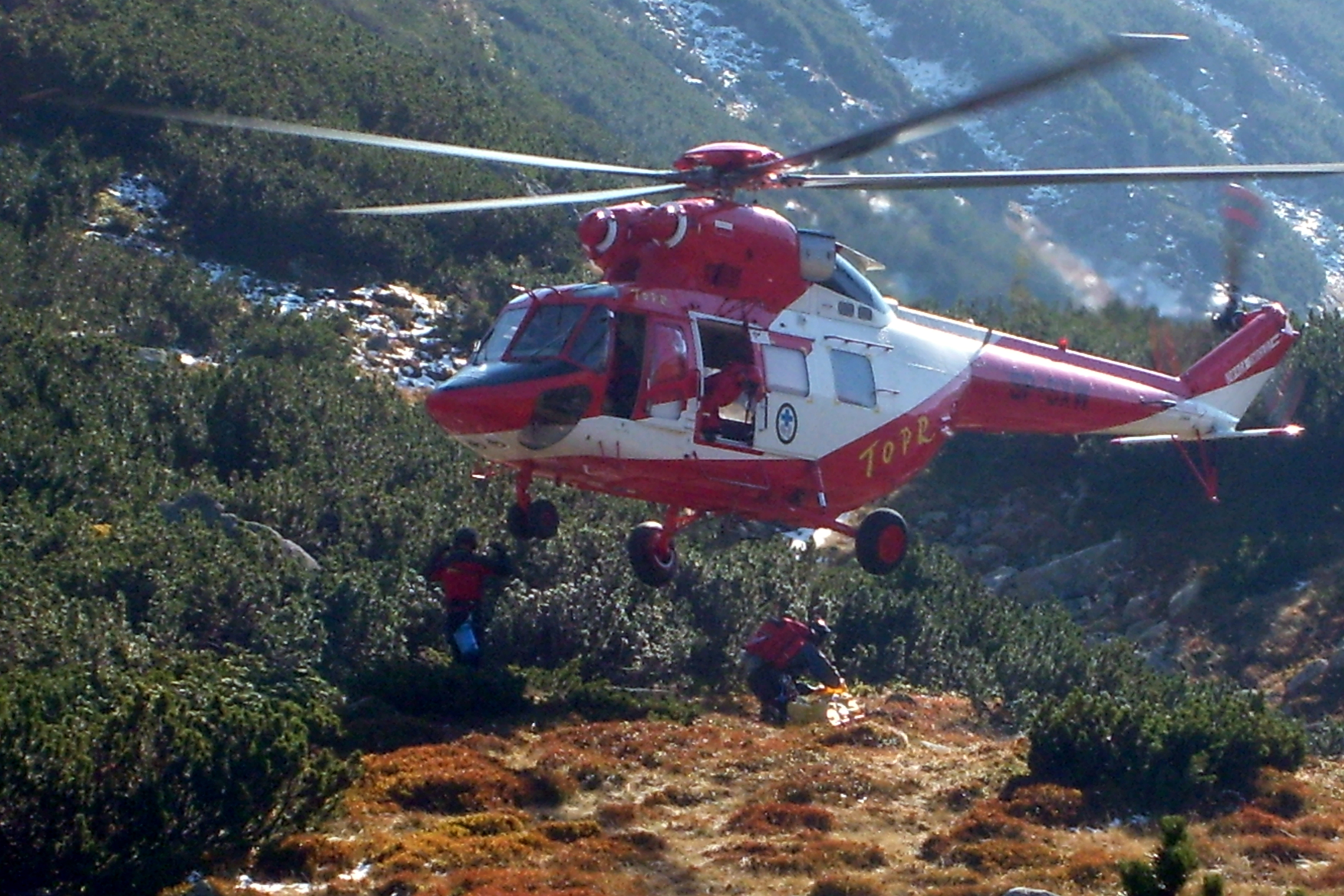
W-3A Sokół Tatrzańskiego Ochotniczego Pogotowia Ratunkowego

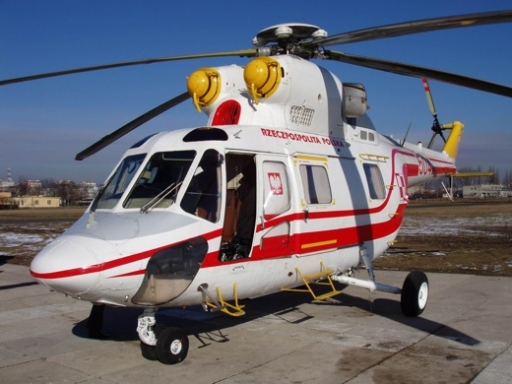
Sokół W-3P VIP

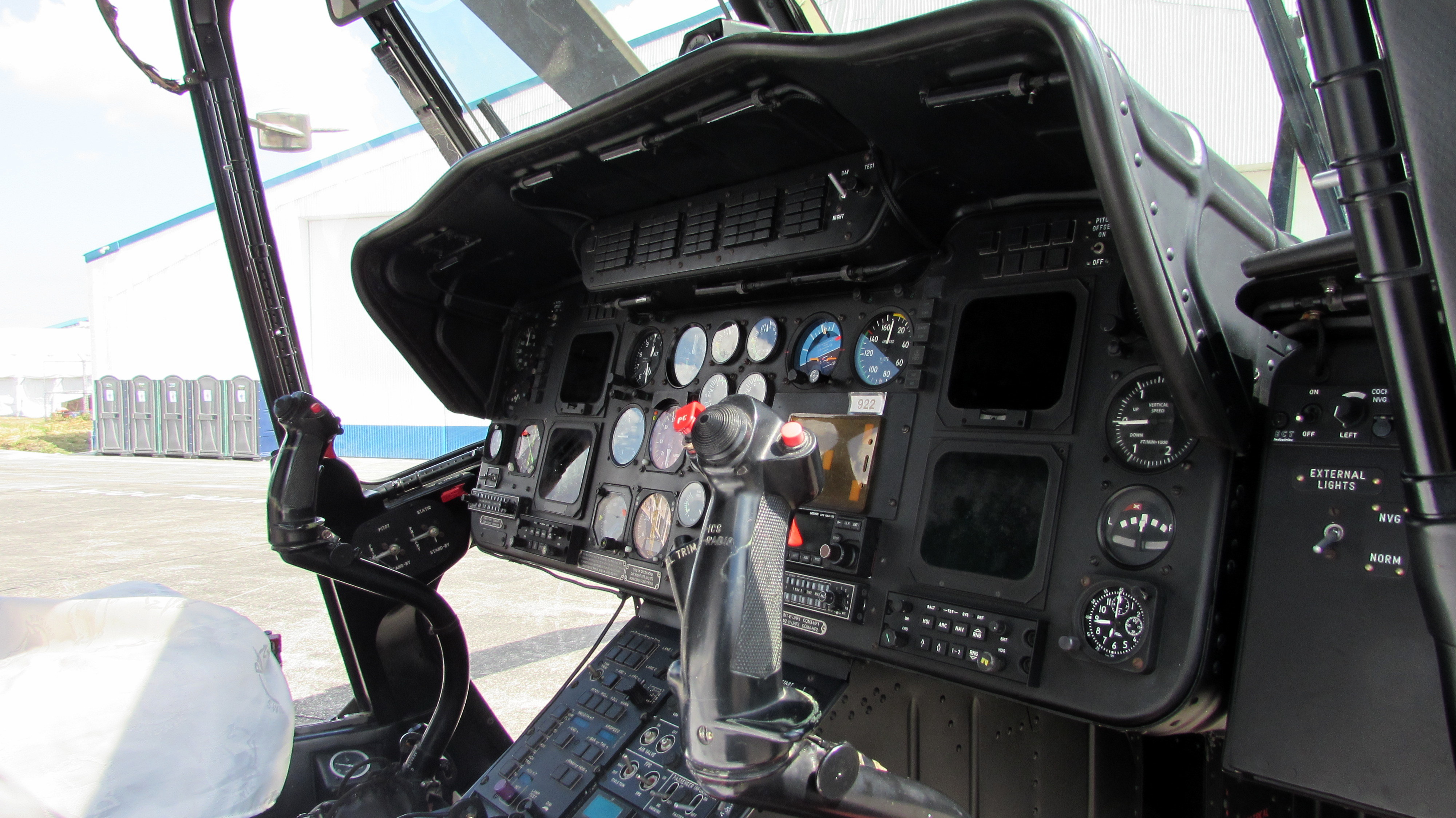
Kokpit jednego z filipińskich Sokołów w wersji W-3A

Pierwsze seryjne dziesięć maszyn otrzymało oznaczenie W-3. Było to dziesięć maszyn (310201-310210), z których pierwszą, oznaczoną SP-PSF, oblatano w 1987.
Próby uzyskania dla nowej maszyny certyfikatu w ZSRR przedłużały się, co skłoniło świdnicką fabrykę do uzyskania takiego dokumentu w kraju. Główny Inspektorat Lotnictwa Cywilnego wydał tymczasowy certyfikat 26 września 1988, co pozwoliło kontynuować produkcję seryjną. Jednocześnie rozpoczęto pracę nad wersją reanimacyjną i uzbrojoną.
Drugą serię, liczącą 23 śmigłowce i 2 kadłuby, które miały służyć dalszym testom, rozpoczynał W-3 Państwowej Inspekcji Radiowej. Powstały na jej zamówienie SP-SUI (nr fabr. 310301) miał specjalny maszt antenowy opuszczany pionowo w dół.
17 marca 1990 oblatano prototyp W-3U Salamandra (nr fabr. 360317), który miał być uzbrojony w zasobniki Mars-2, B8-10, ZR-8, oraz pochodzący z Mi-24W system rakiet naprowadzanych 9M114 oraz stałe działko GSz-23Ł. Śmigłowiec został przetestowany, lecz wojsko nie było zainteresowane jego zakupem. Śmigłowiec rozbrojono i przerobiono na maszynę transportową i jako taką sprzedano Birmie. Kilka lat później w kooperacji z południowoafrykańskim koncernem zbrojeniowym Denel po raz kolejny pracowano nad uzbrojoną wersją. Na śmigłowcu SP-SUW (nr fabr. 310318) przetransportowanym do RPA firma Kentron zamontowała uzbrojenie, tworząc W-3K, który zarejestrowany jako ZU-AGU był testowany do 1994 roku. Na tej samej maszynie, która ponownie latała w Polsce jako SP-SUW, w 1999 testowano francuskie rakiety systemu HOT-3/VIVIANE.
Trzecia seria liczyła 19 śmigłowców i 1 kadłub przeznaczony do prób naziemnych. Dziewięć z nich zakupiła Birma. Maszyna o numerze fabrycznym 390411 pozostała w fabryce, stanowiąc podstawę do skonstruowania prototypu W-3RM. Pochodzący z tej serii śmigłowiec o numerze fabrycznym 330414 trafił do 103 Pułku Lotniczego Ministerstwa Spraw Wewnętrznych, a po reformie używany jest przez Straż Graniczną jako SN-30XG (wcześniej PL-30XG). W 1993 jedna z maszyn w wersji W-3T z numerem bocznym 0417 trafiła na wyposażenie Wojska Polskiego. Później została przebudowana na W-3RL. Inna maszyna, o numerze fabrycznym 310420 stała się platformą do zbudowania prototypu W-3A, który 31 maja 1993 uzyskał w Federalnym Zarządzie Lotnictwa amerykański certyfikat poświadczający zgodność z przepisami FAR-29. Później maszyna ta latała jako SP-PSK, a następnie SP-SSK, po czym trafiła do 103 Pułku Lotniczego MSW z n/b 420. Obecnie służy w lotnictwie policji.
Na czwartą serię składało się 20 śmigłowców. Część z nich trafiła do odbiorców zagranicznych, policja Saksonii otrzymała jeden W-3A (nr fabr. 370503), południowokoreańskie przedsiębiorstwa Helikorea i Citi Air zakupiły odpowiednio W-3A (nr fabr. 370509) i W-3AM (nr fabr. 370514). Wojsko jeden z otrzymanych Sokołów (nr fabr. 310502) przebudowało do W-3RL i przekazało Lotniczemu Górskiemu Pogotowiu Ratunkowemu. Marynarka Wojenna otrzymała z tej serii śmigłowce nr fabr. 390505 i 390513 jako W-3RM. Anakondę numer fabryczny 390510 otrzymał również 103. PL MSW, w którym otrzymał n/b 510. Następnie trafił on na wyposażenie jednostki GROM, gdzie otrzymał n/b 0510, uległ on katastrofie podczas ćwiczeń. 
Maszyna W-3A numer fabryczny 370507 trafiła do LPR jako SP-SXZ. Od roku 1995 sezonowo była wykorzystywana przez TOPR, a od roku 2000 stacjonowała w Zakopanem na stałe, jednak nadal była w barwach LPR. Została ona uszkodzona podczas awaryjnego lądowania 29 stycznia 2003 w Murzasichlu, po remoncie jako SP-SXW trafiła do TOPR już w jego barwach. 
Śmigłowiec SP-PSL (nr fabr. 370508) stał się podstawą do zbudowania prototypu W-3A2, który został zakupiony przez hiszpańską firmę Helibravo. W-3A SP-FSU (nr fabr. 370515) używał przez kilka lat polski oddział Daewoo, lecz w związku z problemami finansowymi firmy śmigłowce sprzedano policji Zjednoczonych Emiratów Arabskich. Pozostałe śmigłowce trafiły głównie do polskiego wojska, były wśród nich również W-3W.
Piąta seria liczyła 20 śmigłowców, z których maszyny o numerach fabrycznych 360601-360617 w wersji W-3W trafiły do 66 Dywizjonu Lotniczego, zaś te o numerach fabrycznych 360618-360620 w wersji W-3WA znalazły się w 47 Szkolnym Pułku Śmigłowców.
Szósta seria również liczyła 20 śmigłowców. W-3A (nr fabr. 360701 i 360702) trafiły do 47 SzPŚ. Cztery W-3AM trafiły do Korei Południowej (nr fabr. 370703, 370704, 370706, 370707), jeden W-3AM (nr fabr. 370705) kupiło Helibravo, a jeden W-3A (nr fabr. 370708) saksońska policja. Niemal całą resztę serii w wersji W-3A (nr fabr. 370709-370719) przekazano Czechom za 10 MiG-ów-29A/UB. Ostatni śmigłowiec (nr fabr. 360720) pozostał własnością MON-u, stając się bazą dla prototypu W-3RR Procjon.
Kolejna, siódma już seria, także licząca 20 maszyn. Śmigłowiec W-3 (nr fabr. 310801) trafił do prywatnego klienta z Rosji, kilka W-3AM trafiło do Korei Południowej, jeden W-3AM (nr fabr. 370804) do Wietnamu. W-3WA (nr fabr. 360806-360811 i 360817-360820) trafiły do 66 dywizjonu, a W-3WARM Anakonda (nr fabr. 360813 i 360815) do Marynarki Wojennej. Śmigłowiec o numerze fabrycznym 360816 stał się podstawą dla prototypu W-3PPD Gipsówka.
Ósma seria produkcyjna, z której maszyna nr fabr. 360906 w wersji W-3WARM trafiła do Marynarki Wojennej, zaś pozostałe (nr fabr. 360901-360905 i 360909-360911) w wersji W-3WA trafiły do 66 Dywizjonu. Stąd sześć z nich (nr fabr. 360902-360904 i 360909-360911) trafiło do Samodzielnej Grupy Powietrzno-Szturmowej, będącej częścią kontyngentu w Iraku. Śmigłowiec o numerze 360911 zmodernizowany został do wersji ratowniczo-ewakuacyjnej o oznaczeniu W-3AE. Maszyny o numerach fabrycznych 360912 i 360914 zostały zakupione przez Irak, natomiast śmigłowiec w wersji W-3AM o numerze fabrycznym 370913 trafił do Straży Granicznej. Pod koniec 2008 roku do 36. splt dostarczony został pierwszy z dwóch zamówionych śmigłowców W-3P (nr fabr. 360915). Drugi i ostatni śmigłowiec (nr fabr. 360916) dostarczony został w czerwcu 2009 roku.
W 2013 wyprodukowano 5 sztuk śmigłowca w wersji W-3P VIP dla 1 Bazy Lotnictwa Transportowego w Warszawie. Ostatni śmigłowiec o numerze bocznym 1018 dostarczono 23 grudnia 2013 roku.
W grudniu 2014 podpisano umowę na dostarczenie trzech śmigłowców W-3A w wersji pożarniczej do Hispánica de Aviación.
W lipcu 2007 roku podpisano z Chinami umowę dotyczącą montażu śmigłowców w nowo budowanym zakładzie w specjalnej strefie rozwojowej prowincji Jiangxi. Umowa zakłada złożenie 150 sztuk różnych typów w okresie 2007-2014. Pierwsze śmigłowce miały pierwotnie zjechać z taśm montażowych pod koniec 2008 roku. Według prasy chińskiej, przewidywano ostatecznie zmontowanie pierwszego egzemplarza w 2010 r.

### Modernizacja
W 2004 roku rozpoczęto realizację programu Głuszec – modernizacji śmigłowców W-3WA do standardu śmigłowców wsparcia bojowego W-3PL (analogicznych do NATO-wskiego standardu STANAG 4555). Ma ona doprowadzić do wdrożenia serii śmigłowców wsparcia bojowego do 2010 r. Głuszce będą wyposażone w awionikę zintegrowaną za pomocą szyny danych Mil-Std 1553B (wielofunkcyjne monitory MFD, bezwładnościowo-satelitarny system nawigacji, komputer misji, system zarządzania awioniką) system samoobrony (promiennik zakłócający w podczerwieni, wyrzutnie pułapek), stabilizowany system obserwacyjno-celowniczy, HUD, nowe radiostacje, systemy ochrony biernej śmigłowca. Uzbrojenie (analogiczne do W-3WA, ewentualnie dodatkowo ppk) podwieszane na 4 belkach, na węźle pod nosem kadłuba zamontowane ma być ruchome stanowisko WS-4610 z 12,7 wkm WKM-Bz, kierowane za pomocą celownika nahełmowego. Cztery pierwsze śmigłowce Głuszec zostały dostarczone w grudniu 2010, wchodząc w skład eskadry ratownictwa bojowego 56. Pułku Śmigłowców Bojowych.

#### Modernizacja „Anakond”
W 2014 roku podpisano umowę na modernizację 5 najstarszych śmigłowców lotnictwa morskiego typu W-3. Przebudowę do wersji wyposażenia W-3WA i W-3WARM (z W-3T i W-3RM) wykonano na 2 wiropłatach transportowych i 3 w wersji ratownictwa morskiego. Zmodernizowane W-3 otrzymały m.in. cyfrowy system sterowania silnikami FADEC, nowe wyposażenie ratownicze i kamery termowizyjne sprzężone z reflektorami-szperaczami. Śmigłowce wyposażone są również w system automatycznej identyfikacji jednostek pływających AIS, który usprawnia prowadzenie ewakuacji poszkodowanych z pokładów statków. W kabinie transportowej pojawiło się stanowisko respiratora i pompy infuzyjnej. W kwietniu 2020 roku została zmodernizowana ostatnia (ósma) Anakonda do wersji W-3WARM.

### Eksploatacja
11 sierpnia 1994 roku o godz. 13.17 miało miejsce tragiczne dla polskiego ratownictwa górskiego zdarzenie. W czasie pełnienia czynności ratowniczych w Dolinie Olczyskiej śmigłowiec Sokół (SP-SXT) uległ katastrofie – zginęli ratownicy Tatrzańskiego Ochotniczego Pogotowia Ratunkowego: Janusz Kubica i Stanisław Mateja oraz ratownicy-piloci: Bogusław Arendarczyk i Janusz Rybicki.

### Eksploatacja w wojsku
Po podjęciu przez Radę Ministrów decyzji o wysłaniu Polskiego Kontyngentu Wojskowego do Iraku do jego dyspozycji zostało oddanych 6 śmigłowców W-3WA Sokół. Weszły one, razem z Mi-8T w skład Samodzielnej Grupy Powietrzno-Szturmowej sformowanej w początku czerwca 2003 roku. Jeden ze śmigłowców został przystosowany do wykonywania zadań ewakuacji medycznej. Bazą pododdziału było lotnisko Blair Airfield w miejscowości Al Kut. Do zadań załóg lotniczych należało monitorowanie i ochrona dróg oraz strategicznej infrastruktury (rurociągi, linie energetyczne), ratownictwo bojowe, ewakuacja rannych, osłona i eskorta konwojów czy działań QRF (quick reaction force – sił szybkiego reagowania), a także transport personelu i ładunków. Śmigłowce Sokół wchodziły też w skład tzw. powietrznych punktów kontrolnych na drogach. Tylko w ciągu pierwszych 5 miesięcy śmigłowce wylatały ponad 100 godzin każdy. W 2004 roku, wraz z wejściem komponentu lądowego do walki z irackimi partyzantami uzbrojone śmigłowce W-3W zaczęły wykonywać operacje wsparcia ogniowego dla prowadzonych działań oraz likwidacji wykrytych przez zwiad grup rebelianckich. Wykonywano także misje ewakuacji medycznej rannych żołnierzy koalicji.
W grudniu 2004 roku doszło do wypadku pod Karbalą, w którym zniszczeniu uległ jeden W-3 (numer boczny 0902). W katastrofie zginęło dwóch członków załogi (drugi pilot oraz strzelec pokładowy) i pasażer (lekarz wojskowy), a trzy inne osoby zostały ranne. W 2009 roku pilot śmigłowca został uniewinniony z zarzutów o nieumyślne sprowadzenie katastrofy w ruchu powietrznym oraz nieprzestrzegania zasad ruchu powietrznego.
Śmigłowce W-3W zostały wycofane z Iraku w 2006 roku.
W październiku 2007 śmigłowce W-3W ponownie rozpoczęły służbę w ramach IX zmiany PKW Irak w składzie SGPSz, gdzie wykorzystywane były do wsparcia działań pododdziałów lądowych w szczególności w nocy – był to jeden z pierwszych przypadków bojowego użycia połączonych sił i środków Lotnictwa Wojsk Lądowych oraz piechoty WL w historii Polski po 2 WŚ. Pierwszy łączony patrol wykonał pluton szturmowy SGPSz dowodzony przez podporucznika „Makar”a wraz z parą W-3 w rejon wioski Afak na wschód od FOB ECHO w celu przeciwdziałania działalności partyzantów w tym rejonie.
Muzealne Sokoły
W zbiorach lotniczych Muzeum Ratownictwa w Krakowie znajdują się obecnie dwa Sokoły; są to jedyne tego typu eksponaty w polskich muzeach:
- EC-JPB
Egzemplarz z numerem seryjnym 31.03.10 wyprodukowano w 1990 roku dla radzieckiej linii lotniczej Aerofłot. Śmigłowiec latał tam ze znakami CCCP-04113. Maszyna szybko jednak wróciła do Polski i trafiła do przedsiębiorstwa Heliseco – otrzymała znaki rejestracyjne SP-SYB. Przystosowano ją do wykonywania działań gaśniczych, a firma wysłała ją – podobnie jak inne swoje Sokoły – do operacji ratowniczych w Hiszpanii. Śmigłowiec zmodyfikowano do wersji W-3AS. Służył w operacjach ratowniczo-gaśniczych m.in. w hiszpańskim w regionie Galicia i na Wyspach Kanaryjskich. Śmigłowiec ratowniczo-gaśniczy PZL W3AS Sokół został przekazany do muzeum przez PZL-Świdnik. 
- SP-SXZ
Śmigłowiec ratowniczy PZL W3A Sokół SP-SXZ został przekazany do muzeum w 2005 roku przez Tatrzańskie Ochotnicze Pogotowie Ratunkowe w Zakopanem. 
Egzemplarz z numerem seryjnym 37.05.07 wyprodukowano w 1994 roku w wersji pasażerskiej dla United India Airways Limited. Zaprezentowano go oficjalnie na targach Paris Airshow 1995 z rejestracją SP-SYE.
Ostatecznie, w 1996 roku, zakupiło go Tatrzańskie Ochotnicze Pogotowie Ratunkowe w miejsce utraconego w katastrofie egzemplarza SP-SXT. 
Po przeprowadzonej modernizacji do standardu ratowniczego został dostarczony do Zespołu Lotnictwa Sanitarnego w Krakowie, który zajmował się jego eksploatacją na mocy umowy z TOPR.
W 2000 roku w związku z reformą lotnictwa sanitarnego obsługę śmigłowca przejęło Lotnicze Pogotowie Ratunkowe. Przeprowadzono konieczny remont, otrzymał też nowe malowanie. Na początku 2003 roku Sokół został uszkodzony w wyniku awaryjnego lądowania w Murzasichlu.

## Wersje
Wersje cywilne

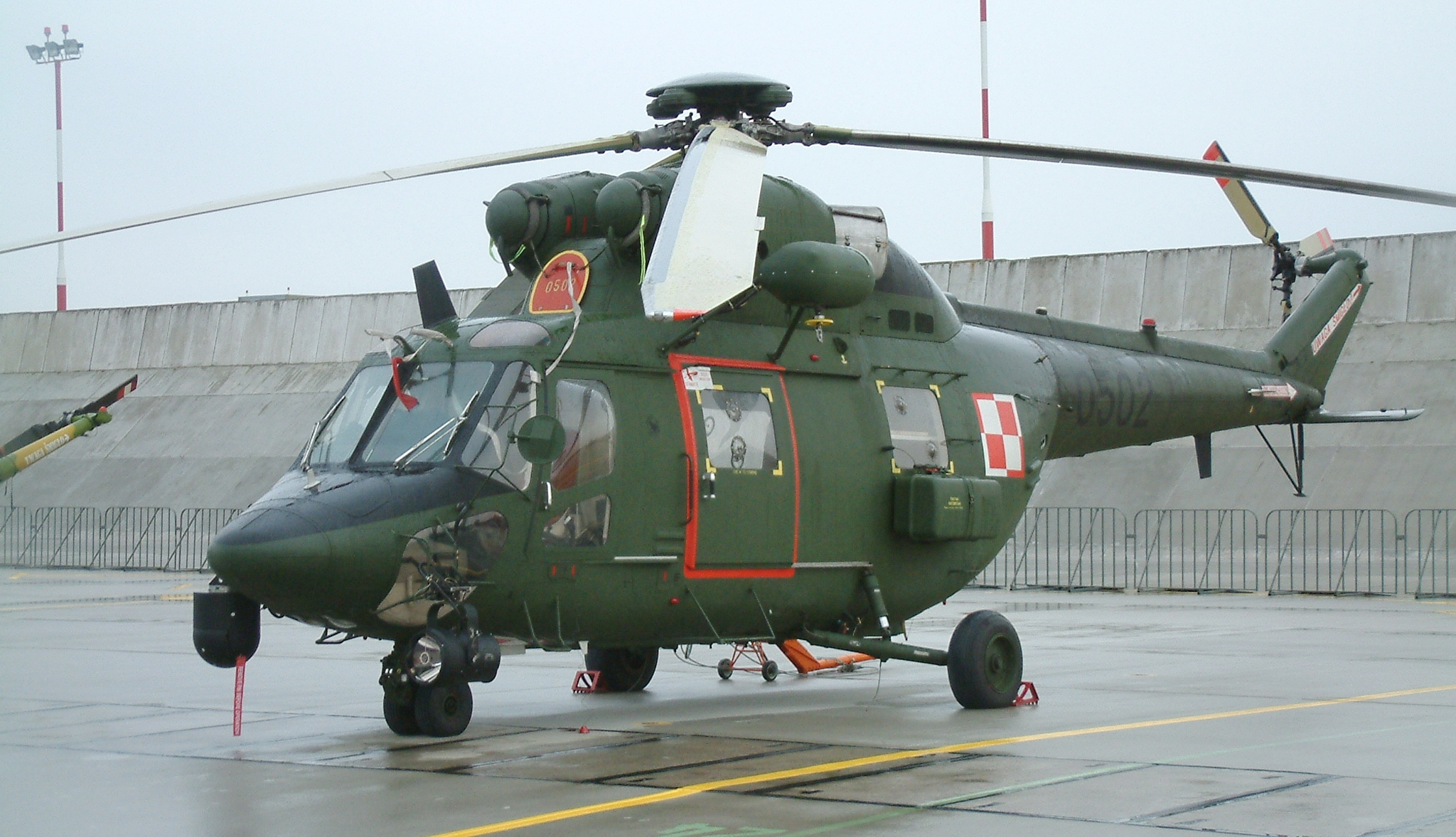
W-3RL Sokół

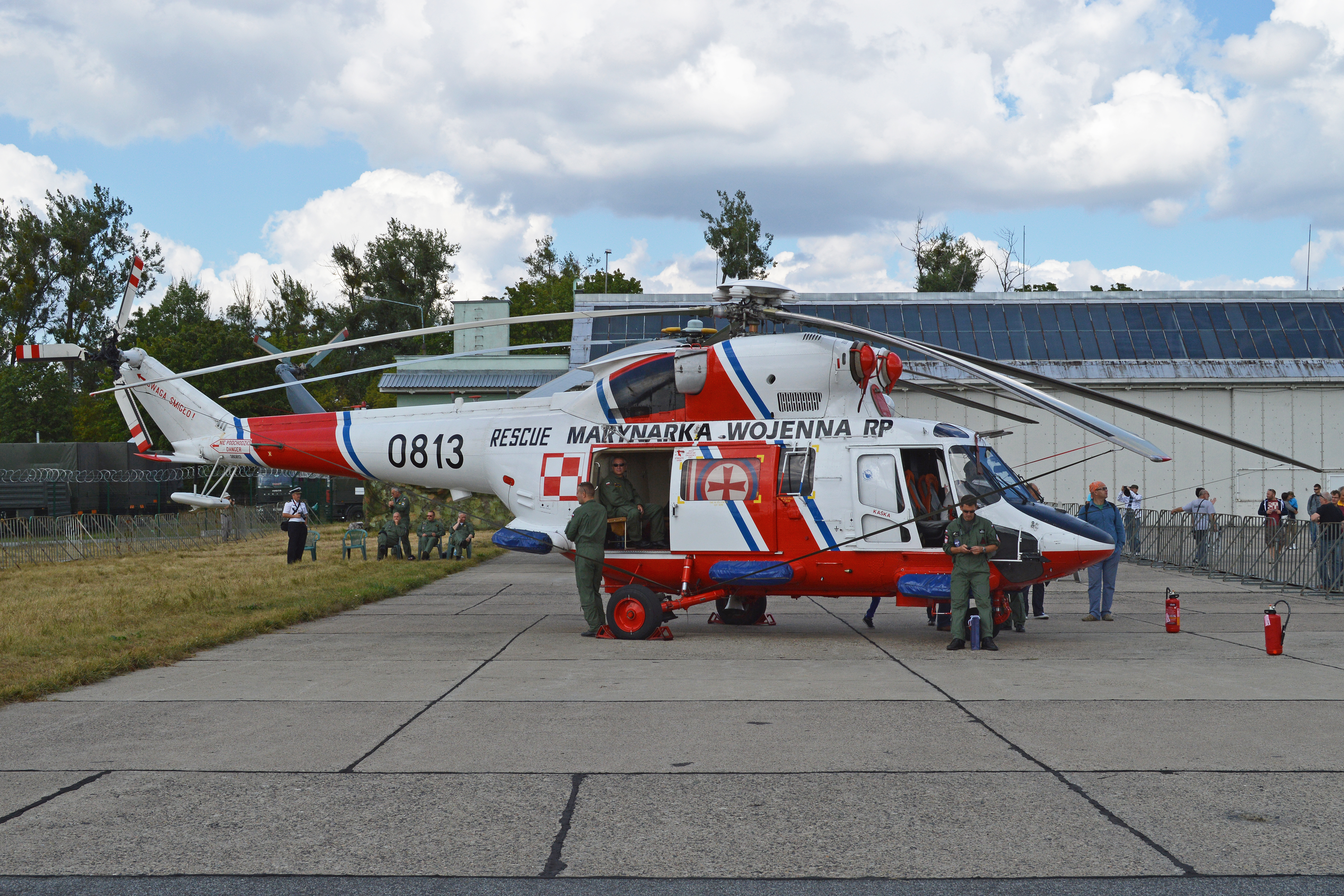
W-3WARM Anakonda w starym wzorze malowania śmigłowców MW

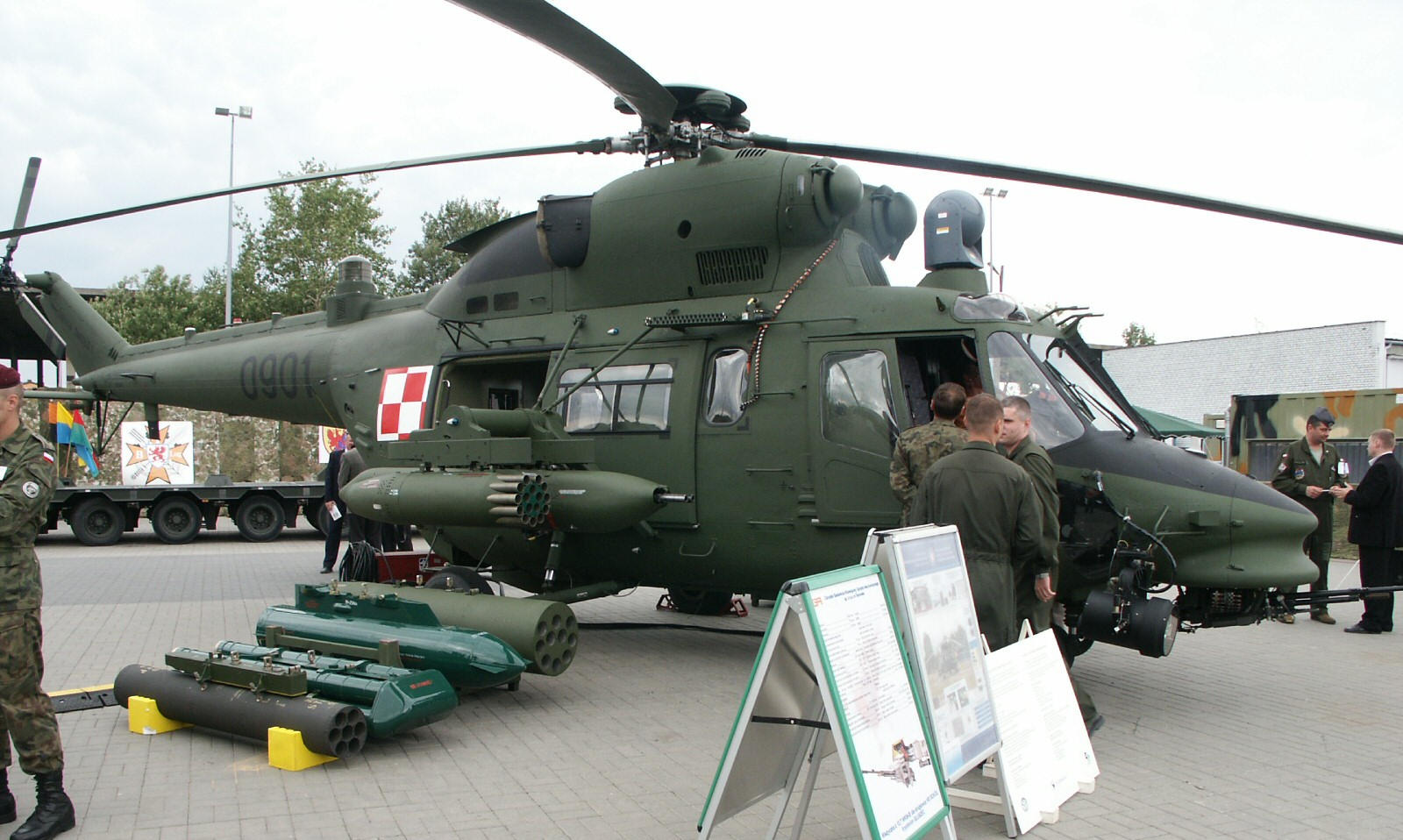
W-3PL Głuszec

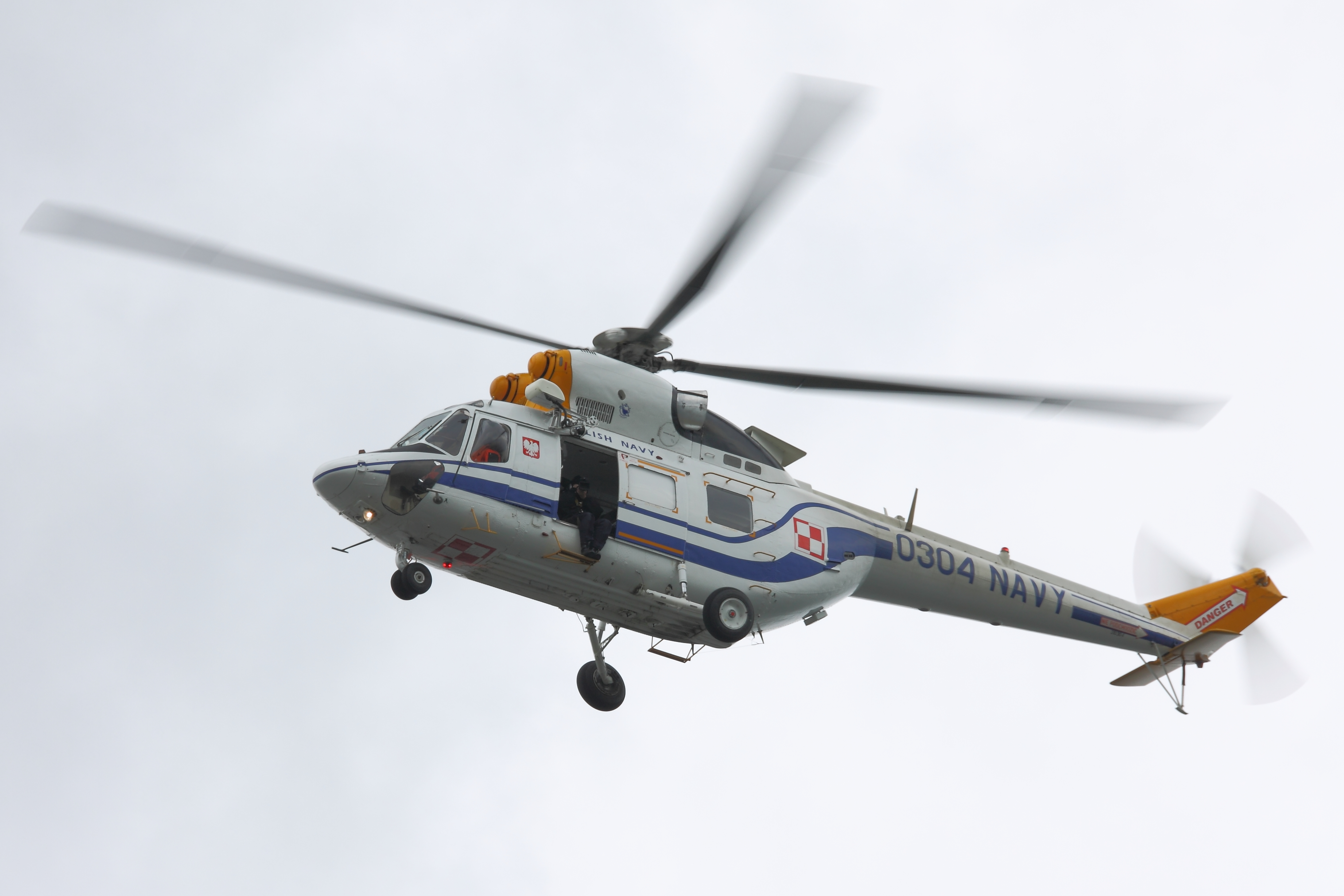
W-3T Sokół

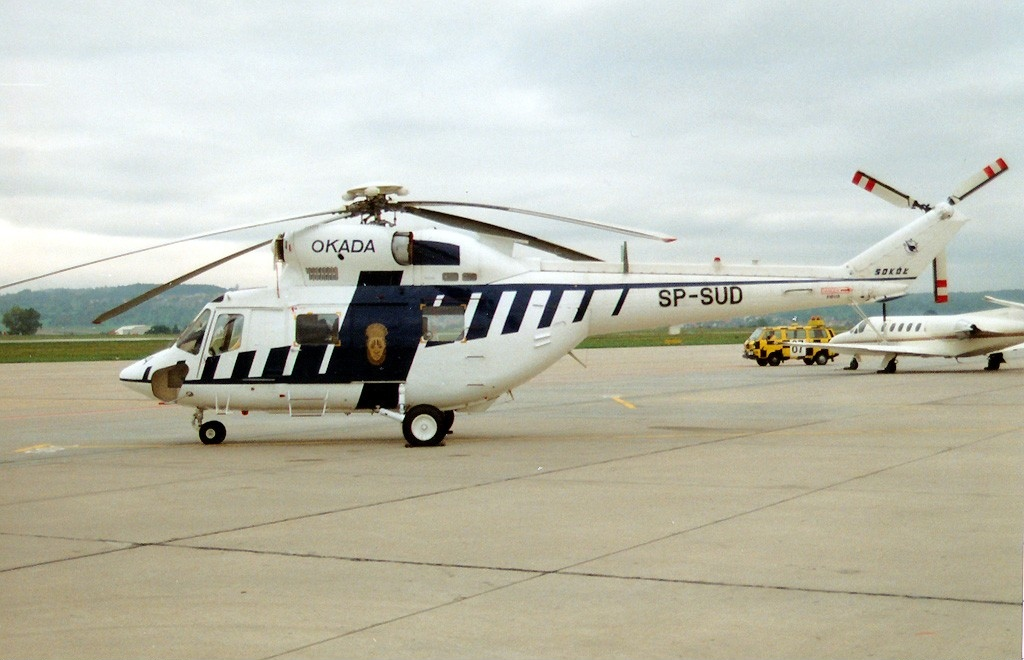
W-3A Sokół

- W-3 Sokół – podstawowa wersja transportowo-pasażerska.
- W-3A Sokół – wersja W-3 z certyfikatem FAR-29.
- W-3AE Sokół – wersja ratowniczo-ewakuacyjna.
- W-3AS Sokół – wersja W-3 w której płatowiec pochodzi z W-3A zaś awionika z W-3. Wariant dostosowany jest do wymogów przepisów hiszpańskich, zgodnych z FAR-29. W latach 2000–2004 zbudowano 13 egzemplarzy[15].
- W-3A2 Sokół – wersja z czteroosiowym autopilotem Smith SN 350 (zbudowano jedną sztukę dla odbiorcy z Hiszpanii).
- W-3AM Sokół – cywilny W-3A wyposażony w pływaki.
- W-3A SAR – cywilny W-3A w wersji ratowniczej[16].
- W-3UT – wersja W-3U sprzedana do Birmy i przebudowana do wersji transportowej (jedna sztuka)[15]

Wersje wojskowe
- W-3T Sokół – wojskowa wersja transportowa.
- W-3P Sokół – wojskowa wersja pasażerska.
- W-3W Sokół – wersja uzbrojona w stałe działko GSz-23Ł oraz cztery wysięgniki na niekierowane uzbrojenie podwieszane.
- W-3WA Sokół – wersja W-3A uzbrojona jak W-3W.
- W-3RM Anakonda – wersja ratownictwa morskiego, z nadmuchiwanymi pływakami do awaryjnego wodowania.
- W-3WARM Anakonda – wersja ratownictwa morskiego, wyposażona w system FADEC, wyciągarkę, kamery termowizyjne sprzężone z reflektorami, kamery na podczerwień, system AIS, nadmuchiwane pływaki do awaryjnego wodowania (oprócz maszyn przebudowanych z wersji W-3T) i wyposażenie ratownicze[17].
- W-3PPD Gipsówka (PPD-2 Gipsówka) – latający punkt dowodzenia.
- W-3PL Głuszec – wersja wsparcia bojowego wyposażona w głowicę optoelektroniczną i uzbrojony w karabin maszynowy z obrotową wieżyczką kalibru 12,7 mm zamontowany na dziobie śmigłowca, wysięgniki uzbrojenia pozwalające na podwieszenie wyrzutni niekierowanych pocisków rakietowych, wyrzutni min oraz działka kal. 23 mm w zasobniku. Śmigłowce wyposażone są w system FADEC, autopilot, cyfrową kabinę, systemy INS, GPS, ILS, HUD, system "swój-obcy" oraz systemy przeciwdziałania m.in. RWR(inne języki) i flary[18][19].
- W-3RR Procjon (SRR-10 Procjon) – wersja rozpoznania radioelektronicznego.
- W-3RL Sokół – wojskowa wersja ratownictwa lądowego.
- W-3WA SAR/FADEC – wersja poszukiwawczo-ratownicza wyposażona w system FADEC, cyfrową awionikę, system ostrzegania o przeszkodach terenowych (TAWS), nowy system łączności, system monitorowania i diagnostyki śmigłowca (HUMS), cyfrowego autopilota, nowe łopaty wirnika głównego oraz wyposażenie ratownicze[20].
- W-3AE Sokół – wersja ewakuacji medycznej[21][22]
- W-3WA VIP Sokół – wersja do przewozu VIP, wyposażona w luksusową salonkę, system FADEC, klimatyzację oraz łączność komórkową[23][22].
- W-3SP – śmigłowiec opracowany specjalnie dla jednostki specjalnej GROM, powstał w wyniku modernizacji śmigłowca W-3RM. Dostarczony w lipcu 1998, rozbity w 21 sierpnia 1998 roku[15].

Niezrealizowane projekty i wersje rozwojowe:
- W-3B Jastrząb – projekt wersji szturmowej.
- W-3WB Huzar – wersja W-3B powstała we współpracy ze spółkami z Republiki Południowej Afryki, które dostarczyły dzienno-nocną głowicę optoelektroniczną HSOS (Denel) i PPK ZT-3/ZT-35 (Kentron), wyposażona także w ruchome działko 20mm GA-1 na dziobie. Śmigłowiec strzelał próbnie PPK na poligonie w RPA[24]. Nazywana także W-3K (od firmy Kentron).[25]
- W-3L Sokół Long – projekt wydłużonej wersji dla 14 pasażerów, powstała makieta.

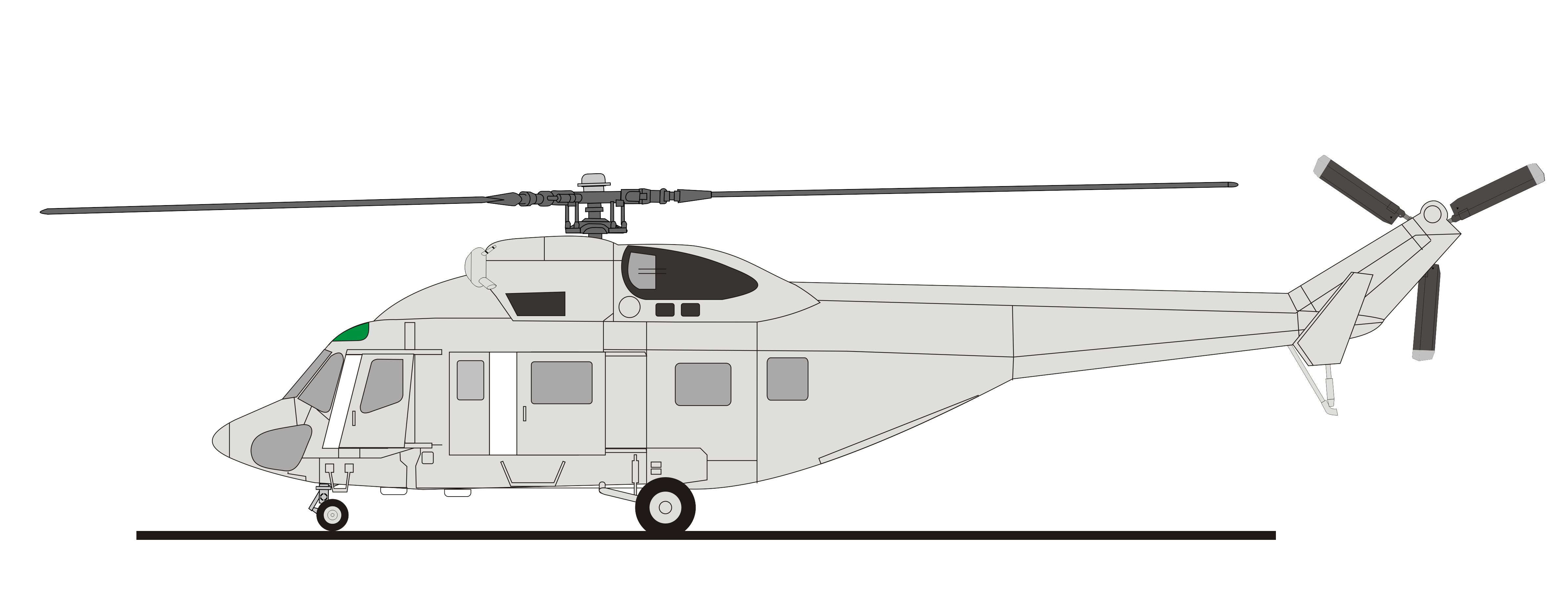
PZL Sokół Long

- W-3MS Sokół – proponowana wersja uzbrojona.
- W-3U Żmija – projekt uzbrojonego śmigłowca desantowo-bojowego bez rakiet ppanc. Nie został zrealizowany, skoncentrowano się na budowie śmigłowca w wersji W-3U Salamandra[15].
- W-3U Salamandra – prototypowa wersja z uzbrojeniem zaadaptowanym z Mi-24W(zbudowano jeden egzemplarz, sprzedany do Birmy jako nieuzbrojona maszyna transportowa oznaczona W-3UT). Prace projektowe rozpoczęły się w 1989 roku w PZL Świdnik przy współpracy z przemysłem zbrojeniowym ZSRR. Na uzbrojenie składało się stałe, dwulufowe działko GSz-23Ł kal. 23 mm, a po prawej głowica celownicza naprowadzania przeciwpancernych kierowanych pocisków rakietowych Szturm. Śmigłowiec został oblatany w marcu 1990 roku[15].
- W-3U-1 Aligator – projekt wersji do zwalczania okrętów podwodnych.
- W-3WS Sokół – proponowana wersja uzbrojona.
- W-3NG Sokół – W-3 Sokół Next Generation, propozycja modernizacji opracowana przez koncern Leonardo oraz PGZ. Koncepcja obejmuje montaż awioniki ze śmigłowca AW169, montażu autopilota, system obserwacji optoelektronicznej, systemu FADEC, systemu zarządzania lotem (FMS), syntetycznego zobrazowanie terenu (SVS), map cyfrowych, systemu ostrzegania o przeszkodach terenowych (TAWS) oraz systemu monitorowania i diagnostyki śmigłowca (HUMS). Projekt zakłada zwiększenie osiągów maszyny oraz nowe uzbrojenie poprzez montaż pocisków klasy powietrze-powietrze, przeciwpancernych pocisków kierowanych oraz uzbrojenia niekierowanego[26].

## Użytkownicy

### Aktualni
Wojsko

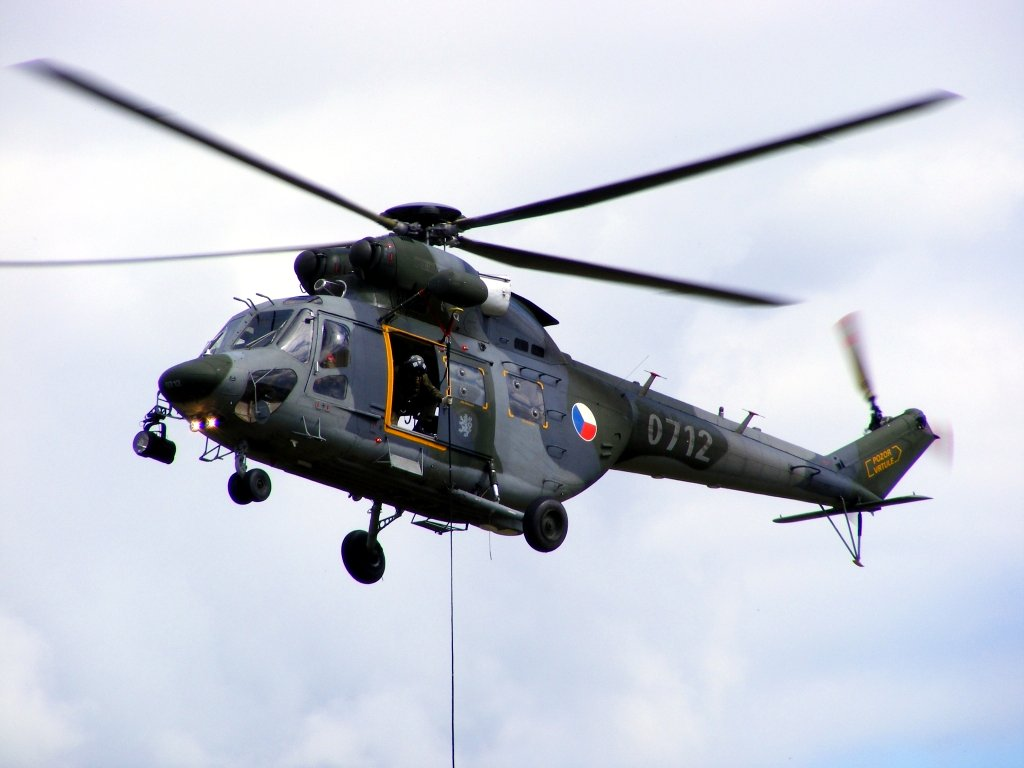
Jeden z Sokołów Czeskich Sił Powietrznych

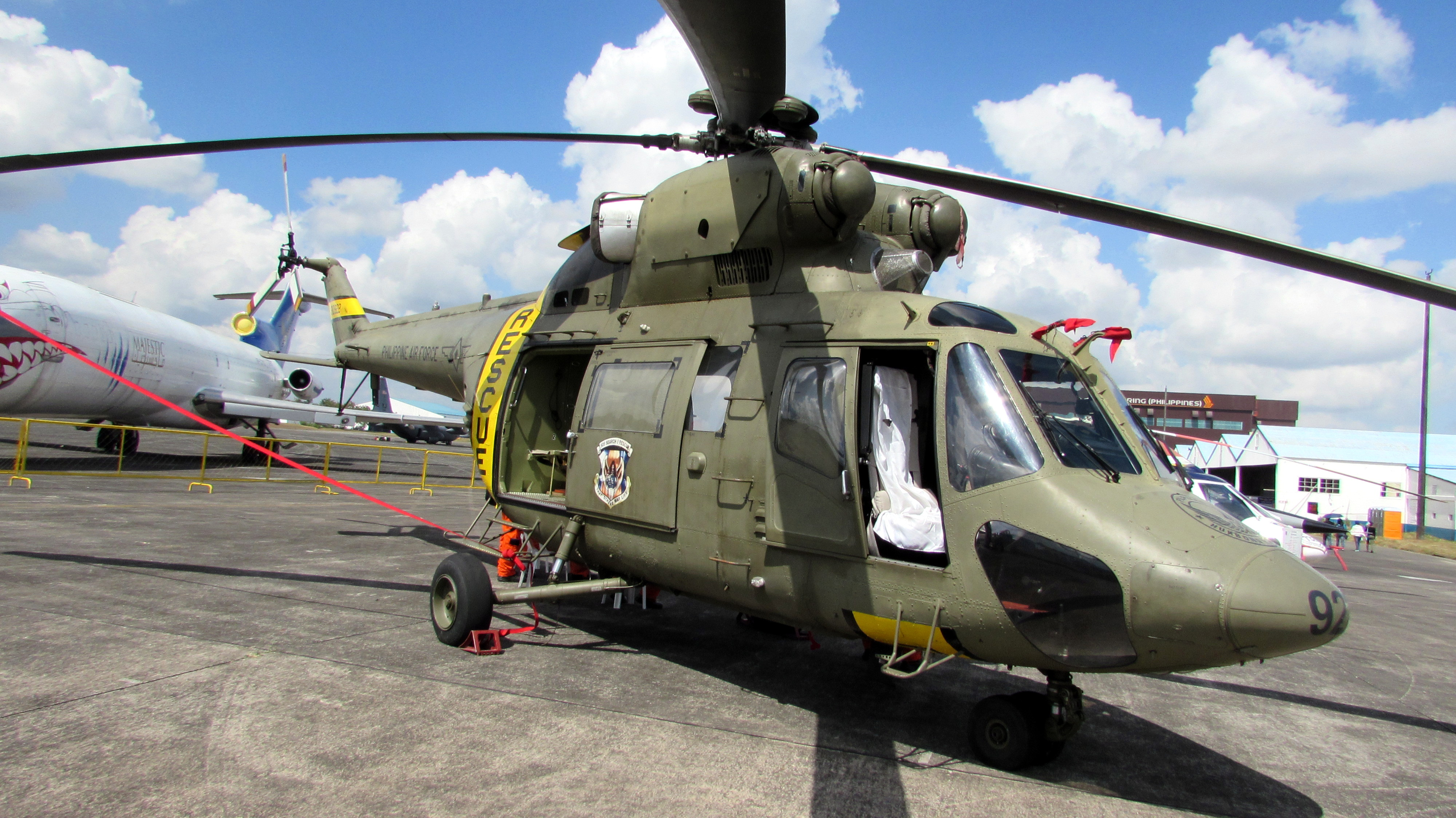
Jeden z Sokołów Filipińskich Sił Powietrznych

- Polska: Siły Zbrojne Rzeczypospolitej Polskiej:
  - Marynarka Wojenna (od 1989) – osiem W-3WARM „Anakonda”[27]
  - Wojska Lądowe[28]
  - Siły Powietrzne (od 1993)[29]
  - Muzeum Ratownictwa w Krakowie
- Czechy – Czeskie Siły Powietrzne otrzymały jedenaście W-3A. W roku 1995 pomiędzy Polską a Czechami dokonano wymiany. Polska w zamian za 10 MiG-29 dostarczyła 11 śmigłowców W-3A (w dwóch wariantach: pasażersko-transportowym i ratowniczo-sanitarnym). Jeden z nich w roku 2001 rozbił się w katastrofie[30]
- Mjanma – Siły Zbrojne Mjanmy zamówiły dziesięć W-3 (nr fabr. 330316, 330322, 310323, 310401, 310402, 330403, 310404, 310405, 310406, 330407), dwa W-3 w wersji VIP (nr fabr. 330409, 330410) oraz jeden W-3U przebudowany do wariantu transportowego (nr fabr. 310317). Jeden trafił do Muzeum Sił Powietrznych Związku Mjanmy (nr fabr. 310405)[31][32]
- Filipiny – Philippine Air Force – osiem W-3A w wariancie uzbrojonym dostarczonych w latach 2012–2013 (nr fabr. od 310919 do 310926)[33][34][35]
- Algieria – Siły Zbrojne Algierii zamówiły 8 szt. W3A na początku 2011 roku. Przewidywane dostawy mają nastąpić w latach 2013–2014. W roku 2013 dostarczono do odbiorcy 6 maszyn[36][37]

Policja i inne służby
- Polska:

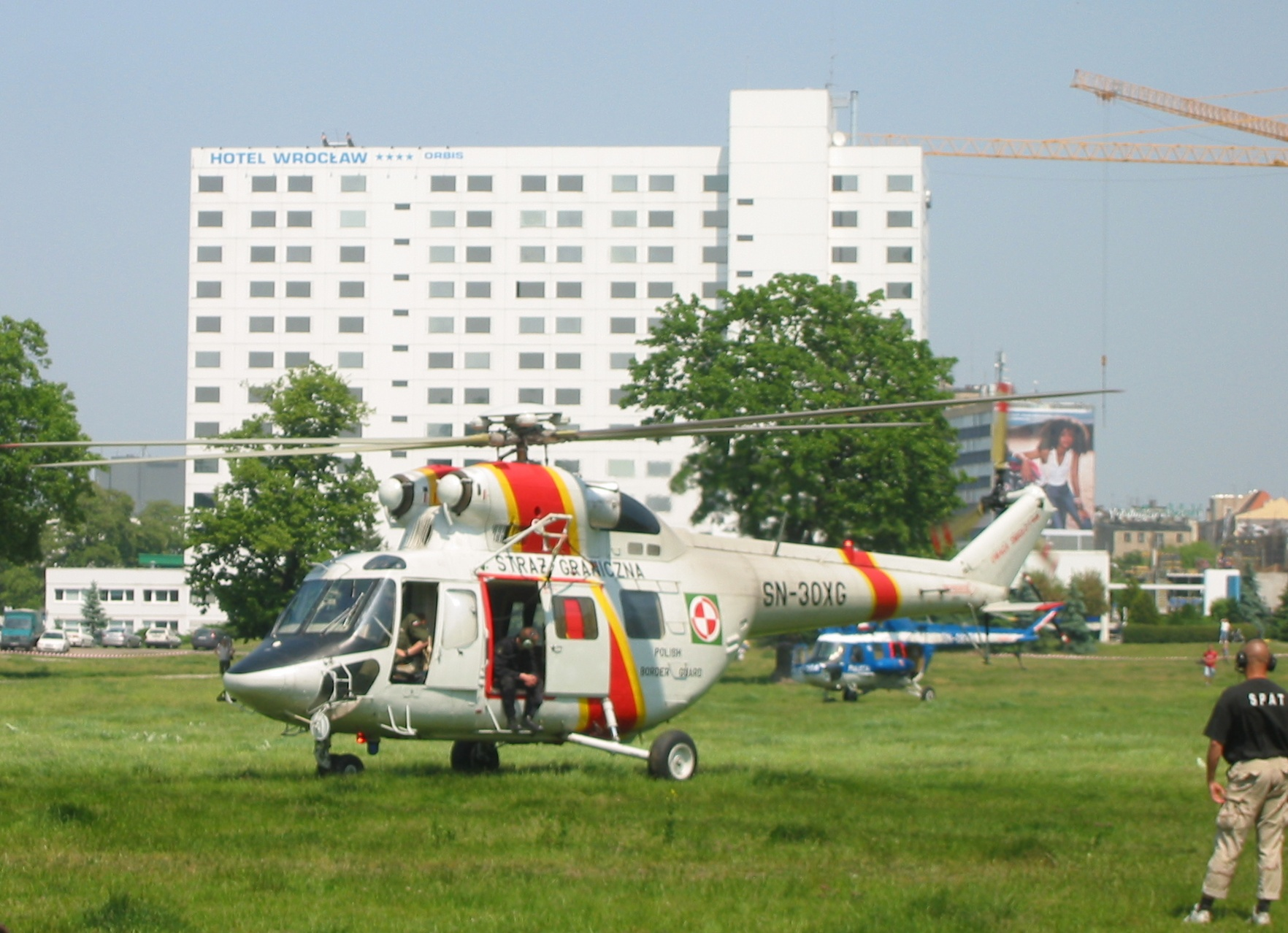
Sokół Straży Granicznej SN-30XG

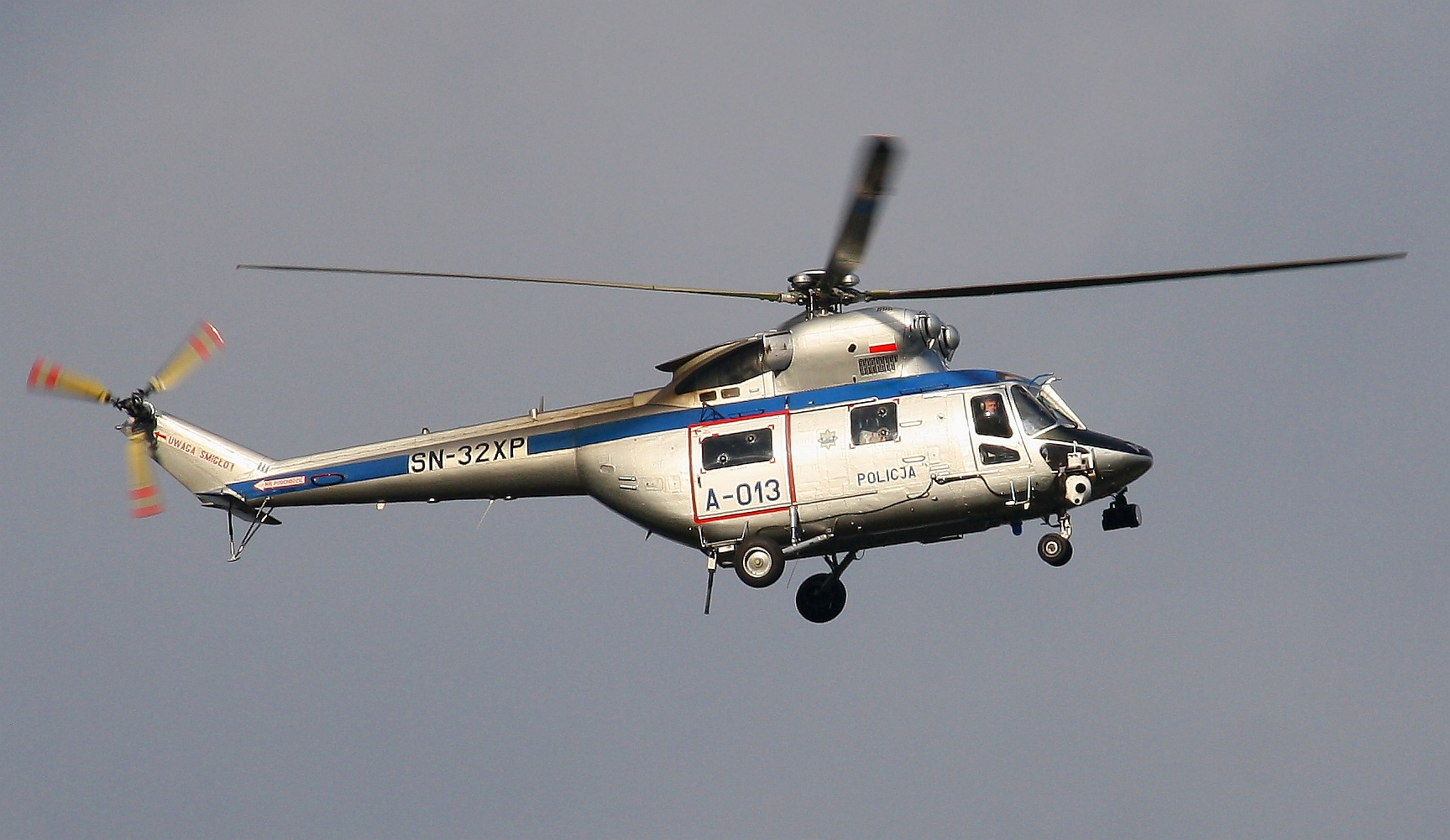
Policyjny Sokół SN-32XP

  - Policja (od 2000) – jeden W-3, jeden W-3A i jeden W-3T. W-3 został przekazany przez Straż Graniczną do Policji[31][38][39]
  - Straż Graniczna (od 2000) – jeden W-3 (nr fabr. 310414, nr rej. PL-30 XG zmieniony na SN-30 XG) i jeden W-3AM Anakonda (nr fabr. 360913, nr rej. SN-33XG). Śmigłowiec W-3 otrzymano w roku 2000 z rozwiązanego 103 Pułku Lotniczego MSWiA, natomiast W-3AM zakupiono w roku 2007 z przeznaczeniem dla Morskiego Oddziału SG. Śmigłowiec W-3 został przekazany Policji[31][40][41][2]
  - TOPR (od 1992) – wykorzystywano łącznie cztery W-3 (nr fabr. 310201, 310416, 310315, 310318), jeden W-3A (nr fabr. 370507) i jeden W-3WA (nr fabr. 360908) z czego 3 śmigłowce stanowiły własność TOPR. W roku 1992 dla TOPR wyczarterowano z PZL Świdnik jeden śmigłowiec W-3 (nr fabr. 310201), pełnił on służbę do roku 1993 kiedy dostarczono zamówiony wcześniej śmigłowiec Sokół dostosowany do potrzeb TOPR (nr fabr. 310416) SP-SXT. Personel nadał mu imię Pinio. Maszyna ta została stracona w katastrofie 11 sierpnia 1994 roku. Aby wypełnić powstałą lukę w wyposażeniu zdecydowano wypożyczyć śmigłowiec. Początkowo był to W-3 (nr fabr. 310315) z 103 pułku lotniczego MSW, a od sierpnia 1995 do stycznia 1996 W-3 (nr fabr. 310318) z PZL Świdnik. W międzyczasie dla TOPR zakupiono "nowy" śmigłowiec W-3A (nr fabr. 370507) SP-SXZ zmodyfikowany dla potrzeb ratownictwa. Wszedł on do służby w styczniu 1996 roku. Śmigłowiec ten został poważnie uszkodzony podczas awaryjnego lądowania 29 stycznia 2003 roku koło Murzasichla (zobacz Lawina w Tatrach (2003)). Uszkodzenia śmigłowca okazały się na tyle poważne, że uniemożliwiły korzystanie z maszyny. W roku 2004 przekazano TOPR nowy śmigłowiec W-3WA (nr fabr. 370908) SP-SXW zbudowany z wykorzystaniem elementów uszkodzonego śmigłowca. Kadłub SP-SXZ został przekazany przez TOPR do Muzeum Ratownictwa w Krakowie.[31]

- Korea Południowa: Departament Straży Pożarnej z Choong Nam (od 1999) – jeden W-3AM wyposażony w sztywny zbiornik na wodę montowany pod kadłubem (nr fabr. 370812)[31]
- Niemcy: Policja Saksonii (od 1994) – dwa W-3A (nr fabr. 370503 i 370708). Jeden został rozbity 17 stycznia 2005 roku w pobliżu Thalheim (nr fabr. 370708)[2][42]
- Chile: Corporación Nacional Forestal (od 2010) – jeden W-3A (nr fabr. 370917)[33][43].
- Uganda: Policja Ugandy - jeden W-3A (od grudnia 2015)[44].

Użytkownicy cywilni
- Polska:
  - PZL Świdnik SA[31]
  - Heliseco (od 1991)[31][45]

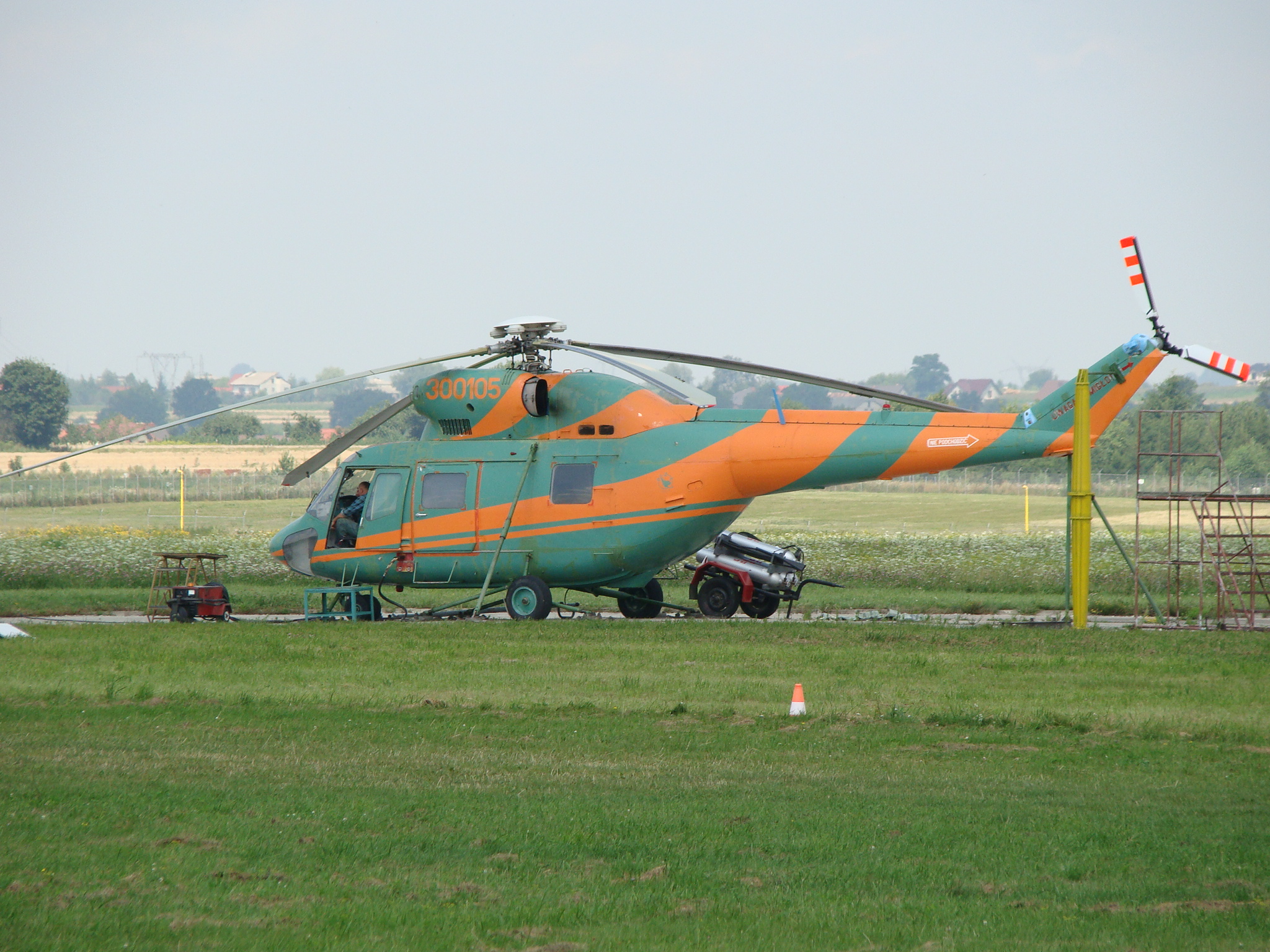
Śmigłowiec W-3 będący własnością PZL Świdnik. Wykorzystywany do torowania łopat.

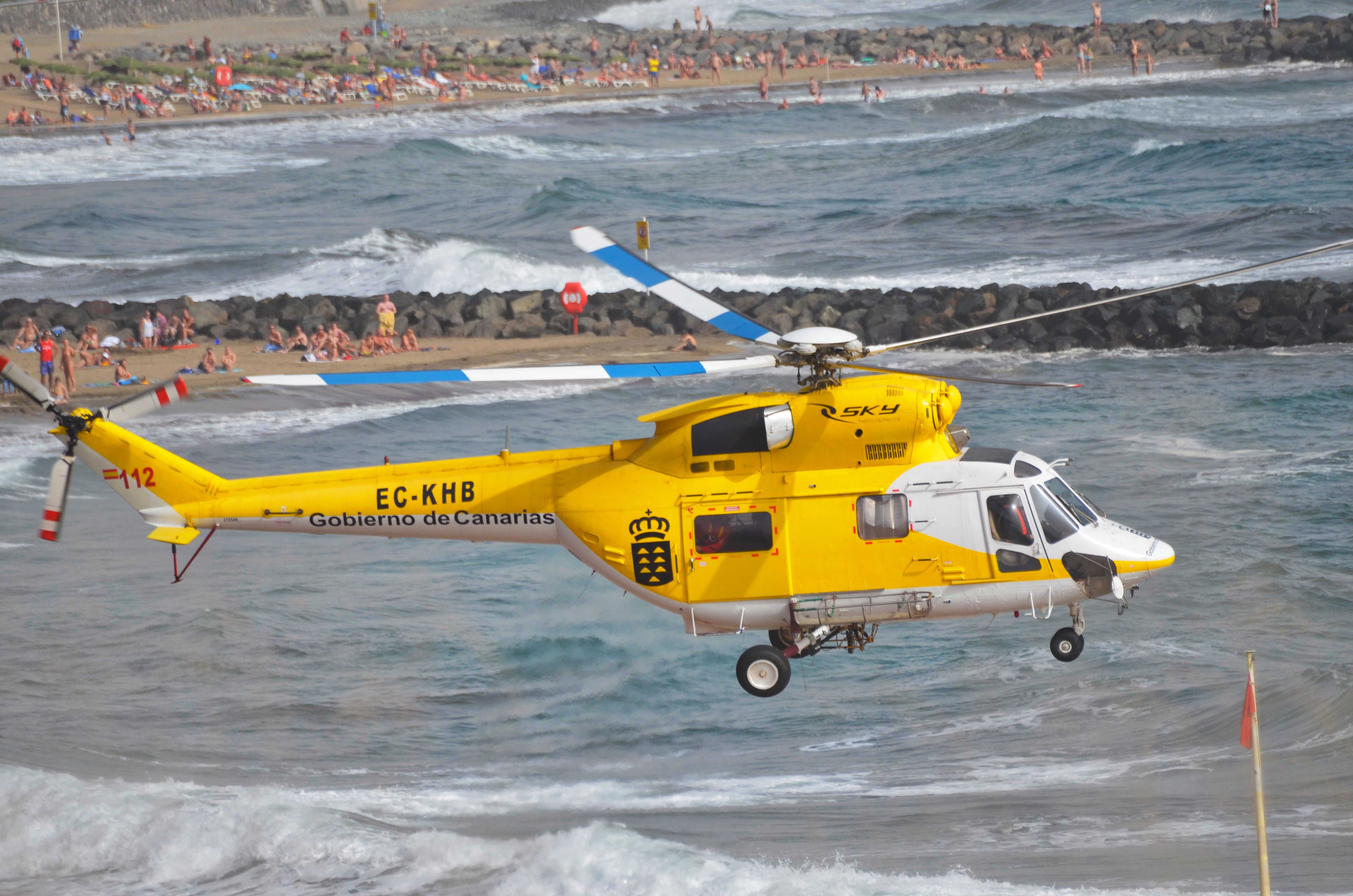
Jeden z hiszpańskich Sokołów.

  - Instytut Lotnictwa – jeden śmigłowiec wykorzystywany do prób statycznych (nr fabr.??0325)[46]
- Hiszpania:
  - Helibravo Aviacion Espanha (od 2003) – jeden W-3A2 (nr fabr. 370508; kupiony w roku 2003) i jeden W-3 (nr fabr. 310319; kupiony w roku 2004)[31]
  - INAER Maintenance – jeden śmigłowiec rozbił się 2 lipca 2012[47][48]
  - Hispánica de Aviación (od 2006) – kilkanaście Sokołów pozyskanych m.in. od Heliseco (nr fabr. 310206, 310207, 320210, 310202, 310303, 310305, 310307, 310310, 310412, 370508, 370509, 370515, 370707, 370804, 370805, 370812)[33]
  - Sky Helicopteros – cztery śmigłowce Sokół odkupione m.in. od Hispánica de Aviación (nr fabr. 310319, 370707, 370804, 370812)[33]
- Korea Południowa: Hanyang Aviation (od 2001) – dwa W-3AM (nr fabr. 370703 i 370704) pozyskane od Citiair[31]
- Nigeria: OKADA Air (od 1991) – jeden W-3 (nr fabr. 310413)[31]
- Rosja: PANH Helicopters (od 2003) – jeden W-3 (nr fabr. 310801)[31][49]
- Izrael: Israel Aerospace Industries – jeden śmigłowiec wykorzystywany do prób statycznych (nr fabr.??0324)[50]
- Włochy: Eliwork – dwa Sokoły od 2005/06 (W-3AS nr fabr. 310314 I-SOKO, W-3AM 370705 I-SOKL ex-portugalski)[33][51].

### Byli
Policja i inne służby
- Korea Południowa: Departament Straży Pożarnej z Daegu (2001-2003) – jeden W-3A wyposażony w półsztywny zbiornik na wodę produkcji PZL Świdnik (nr fab. 370802). Śmigłowiec został zniszczony w katastrofie 18 stycznia 2003 roku[31]
- Polska:
  - 103 Pułk Lotniczy Nadwiślańskich Jednostek Wojskowych MSWiA (1990-2000) – dwa W-3, jeden W-3RM i jeden W-3A. Jeden W-3 (nr fabr. 310315) zakupiony został w roku 1990 z przeznaczeniem dla PSP, jednak ostatecznie został przekazany do 103 pułku. W roku 1993 zakupiono kolejne dwa śmigłowce: W-3RM (nr fabr. 390510, nr takt. 510) i W-3, przebudowany do wersji o podwyższonym standardzie pasażerskim (nr fabr. 310414, nr takt. 414). W związku z zabezpieczeniem pielgrzymki Papieża Jana Pawła II na Litwę i Łotwę w roku 1993, dla 103 pułku wyczarterowano dodatkowy śmigłowiec W-3A (nr fabr. 310420) z PZL Świdnik. MSW ostatecznie kupiło go w roku 1994 i nadało nr takt. 420. W roku 1998 jeden śmigłowiec przekazano jednostce GROM. W związku z rozwiązaniem w roku 2000 103 Pułku Lotniczego pozostałe śmigłowce przekazano do Straży Granicznej oraz Policji[31]
  - Jednostka specjalna GROM (1998) – jeden W-3SP o nr takt. 0510 (nr fabr. 390510) przebudowany z W-3RM, dostarczony w roku 1998. Stracony w wypadku 21 sierpnia 1998 roku podczas ćwiczeń na poligonie na Rembertowie[31]
  - Wojewódzki Ośrodek Kardiologii w Zabrzu (1989-1991) – jeden W-3 wyposażony w specjalistyczne wyposażenie medyczne umożliwiające wykonywanie niektórych zabiegów (nr fabr. 320210). W roku 1991 śmigłowiec zwrócono do PZL Świdnik[31]
  - Wojewódzka Kolumna Transportu Sanitarnego w Lublinie (1994-2000) – jeden W-3 (nr fabr. 320210). Był to śmigłowiec wykorzystywany wcześniej przez WOK w Zabrzu. W roku 2000 zaprzestano na nim lotów, a w roku 2004 sprzedano Heliseco[31]
- Zjednoczone Emiraty Arabskie: Policja R.A.K. (2001-2005) – jeden W-3A (nr fabr. 370515)[31][33]

Użytkownicy cywilni
- Niemcy: Heli-Air Zagel (od października do grudnia 1999 wyczarterowany od PZL Świdnik)[31]
- Gabon: Air Inter Gabon (wyczarterowany od PZL Świdnik w roku 1993)[31]
- Polska:
  - Daewoo Motor Polska – jeden W-3A (nr fab. 370515)[31]
  - Telekomunikacja Polska (1990-1994) – jeden W-3 z zabudową specjalistyczną (nr fabr. 310301). W roku 1994 sprzedany Heliseco[31]
- Korea Południowa:
  - Citiair (1995-2001) – cztery W-3AM (nr fabr. 370514, 370703, 370704, 370803) dostarczone w latach 1995–1997, dwie maszyny zostały utracone w wypadkach (10 stycznia 1997 – nr fabr. 370514 i 29 października 2000 – nr fabr. 370803) i w ich miejsce wydzierżawiono dwa Sokoły od Daewoo. W roku 2001 pozostałe śmigłowce przekazano przedsiębiorstwu Hanyang Aviation (nr fabr. 370703 i 370704)[31]
  - Daewoo (1996-2001) – jeden W-3A (nr fabr. 370509) i cztery W-3AM (nr fabr. 370706, 370707, 370805, 370812). Jeden stracony w wypadku 8 marca 1998 roku w Pongwha-Gun (nr fabr. 370706)[31]
  - Helikorea (2001-2007) – jeden W-3A (nr fabr. 370509) i cztery W-3AM (nr fabr. 370707, 370805, 370812, 370804) odkupione od Daewoo w roku 2001[31][33]
- Wietnam: Tổng Công ty Bay dịch vụ Việt Nam (1997-2001) – jeden W-3AM (nr 370804) dostarczony za pośrednictwem Daewoo[31]
- ZSRR/ Rosja: Aerofłot (1988-1997) – dwadzieścia W-3 dostarczonych w latach 1988–1990 (nr fabr.). Dwa zostały stracone w wypadkach – 13 stycznia 1989 (nr fabr. 310202) i 19 lipca 1990 (nr fabr. 310309). W latach 1996–1997 pozostałe 18 maszyn zostało sprzedanych do Heliseco[31]
- Stany Zjednoczone: Lloyd Helicopters US Inc (2007) – trzy W-3AM (nr fabr. 370509, 370805, 370812)[33]
- Portugalia: Helibravo Aviacao (2000-2006) – jeden W-3AM zarejestrowany jako CS-HFA (nr fabr. 370705). Odkupiony od Heliseco w roku 2000, sprzedany do Włoch w roku 2006[31]
- Południowa Afryka: DENEL LTD (1993-1994) – prototyp W-3K Huzar (nr fabr. 360318) służący jako demonstrator. W roku 1994 wrócił do PZL Świdnik[33]

### Niedoszli użytkownicy
- Polska: Państwowa Straż Pożarna – w roku 1990 z funduszy Wojewody Warszawskiego zakupiono jeden śmigłowiec W-3 z przeznaczeniem dla straży pożarnej (nr fabr. 310315). Nie utworzono jednak wydziału lotniczego straży i śmigłowiec był używany przez 103 Pułk Lotniczy MSWiA wspólnie z Oddziałem Ratownictwa Wysokościowego Zawodowej Straży Pożarnej z Warszawy-Woli. W roku 1993 usunięto z kadłuba napis „STRAŻ”[31]
- Irak: Irackie Siły Powietrzne – w roku 2004 pomiędzy Bumarem a irackim ministerstwem obrony podpisano umowę obejmującą m.in. zakup 20 śmigłowców Sokół. W lutym 2005 roku zamówienie zredukowano do 2 śmigłowców w wersji VIP. W PZL Świdnik wyprodukowało dwa śmigłowce dostosowane do potrzeb irackich (nr fabr. 370912, 370914), lecz ostatecznie nie trafiły one do odbiorcy irackiego[52][53]
- Chorwacja: HeliFOR – zamówiono dwa W-3A (nr fabr. 370912, 370914). Ostatecznie zakup anulowano[33]